# 커스텀 키보드
커스텀 키보드(Custom Keyboard)는 사용자들이 키보드 부품을 사용하여 자신에게 맞는 키보드를 직접 제작하는 것을 말한다.
커스텀 키보드를 제작할 때 주로 제작하는 부품은 키보드 케이스(하우징), 기판, 보강판 등이며, 키보드 스위치, 키캡 등은 기성품 키보드에서 추출해서 사용하거나 별도로 구입해서 사용한다.
커스텀 키보드를 제작하는 방법은 케이스, 기판, 보강판 등을 모두 직접 설계하여 제작하는 방식과, 여러 사용자들이 함께 모여 공동 제작하는 방법이 있다.
직접 설계 및 제작하는 방식은 여러 부분에 전문 지식이 필요하고 비용이 많이 들어 몇몇 사용자들을 제외하고는 현실적으로 실현하기 어렵다. 반면, 공동 제작을 할 경우 전문적인 지식 없이 비교적 저렴하게 커스텀 키보드를 제작할 수 있다.
현재까지 정리된 공동 제작 커스텀 키보드에 대한 자료가 없어 얼마나 많은 키보드들이 공동제작되었는지 정확히 알 수는 없다. 최근 공동 제작을 통하여 제작된 커스텀 키보드의 종류는 아래 표와 같다.
| 이름                    | 제작자(닉네임)  | 공제 년월 | 공제가  | 스위치  | 컨트롤러 | PS2/USB | 케이블착탈식 | 배열         | 아노다이징 (컬러) | 경사타입 (범폰/자체경사) | 특징                                                                                          |
| ----------------------- | --------------- | --------- | ------- | ------- | -------- | ------- | ------------ | ------------ | ----------------- | ------------------------ | --------------------------------------------------------------------------------------------- |
| 킹 세이버               | 트루커스텀      | 2013.01   |         | 알프스  |          |         |              | 텐키리스(84) | 실버              | 범폰                     | Wang724를 커스텀화 하기 위한 커스텀 킷 키캡은 왕만 호환된다.                                  |
| 라이트 세이버           | 트루커스텀      | 2013.08   |         | 체리 MX |          |         |              | 특이배열(96) | 블랙/실버         | 자체경사                 | 측면 LED 및 배열이 특징인 커스텀 풀배열에서 방향키와 편집키가 제외되고 몇개의 키가 추가되었다 |
| KMAC                    | 김재연/메룩스짱 | 셀 내용   | 셀 내용 | 체리 MX |          |         |              |              | 티타늄/실버       | 범폰                     |                                                                                               |
| KMAC LE                 | 김재연/메룩스짱 | 셀 내용   |         | 체리 MX |          |         |              |              | 티타늄/실버       | 범폰                     | KMAC 1의 아노다이징 오류버전                                                                  |
| KMAC MINI               | 김재연/메룩스짱 | 셀 내용   |         | 체리 MX |          |         |              |              |                   | 자체경사                 |                                                                                               |
| KMAC 2                  | 김재연/메룩스짱 | 셀 내용   |         | 체리 MX |          |         |              |              |                   | 자체경사                 | 커스텀 최초 무보강 지원                                                                       |
| KMAC 1.2                | 김재연/메룩스짱 | 셀 내용   | 셀 내용 | 체리 MX |          |         |              |              |                   | 범폰                     | KMAC2와 동시에 공제한 하우징으로 KMAC 1 의 개선 버전                                          |
| KMAC 2                  | KBDMOD          | 셀 내용   |         | 체리 MX |          |         |              |              |                   | 자체경사                 | 키보드 매니아 공제 이후 KBDMOD에서 모양을 변경하여 판매 시작                                  |
| KMAC HAPPY              | KBDMOD          | 셀 내용   |         | 체리 MX |          |         |              |              |                   |                          |                                                                                               |
| 356L                    | 응삼            |           |         | 체리 MX |          |         |              |              |                   |                          |                                                                                               |
| 365N                    | 응삼            |           |         | 체리 MX |          |         |              |              |                   |                          |                                                                                               |
| 356CL                   | 응삼            |           |         | 체리 MX |          |         |              |              |                   |                          |                                                                                               |
| 356CL Dark Gray Edition | 응삼            |           |         | 체리 MX |          |         |              |              |                   |                          |                                                                                               |
| 356mini                 | 응삼            |           |         | 체리 MX |          |         |              |              |                   |                          |                                                                                               |
| 456GT                   | 응삼            |           |         | 체리 MX |          |         |              |              |                   |                          |                                                                                               |
| 356CL V2(356.2)         | 응삼            |           |         | 체리 MX |          |         |              |              |                   |                          |                                                                                               |
| 360 Corsa               | 응삼            |           |         | 체리 MX |          |         |              |              |                   |                          |                                                                                               |
| 코알라                  | Korellas        |           |         | 체리 MX |          |         |              |              |                   |                          |                                                                                               |

## 같이 보기
- 자판 배열